# European Institute of Technology
Fundada em 1999, a European Institute of Technology (ou École pour l'informatique et les nouvelles technologies ou EPITECH) é uma escola de informática, instituição de ensino superior localizada na cidade do Le Kremlin-Bicêtre, França.
A EPITECH  está entre as mais prestigiadas grandes écoles de 
Informática da França.

## Laboratórios e centros de investigação
- Laboratórios Big data
- Laboratórios Realidade virtual
- Laboratórios Segurança de computadores
- Laboratórios sistema embarcado
- Laboratórios Computação em nuvem